# Піна-де-Ебро
Піна-де-Ебро (ісп. Pina de Ebro) — муніципалітет в Іспанії, у складі автономної спільноти Арагон, у провінції Сарагоса. Населення — 2655 осіб (2010).
Муніципалітет розташований на відстані близько 290 км на північний схід від Мадрида, 34 км на південний схід від Сарагоси.

## Демографія
Динаміка населення (INE ):